# Challes-les-Eaux
Challes-les-Eaux är en kommun i departementet Savoie i regionen Auvergne-Rhône-Alpes i sydöstra Frankrike. Kommunen ligger i kantonen La Ravoire som tillhör arrondissementet Chambéry. År 2022 hade Challes-les-Eaux 5 626 invånare.

## Befolkningsutveckling
Antalet invånare i kommunen Challes-les-Eaux
| Referens: INSEE |